# Khosta

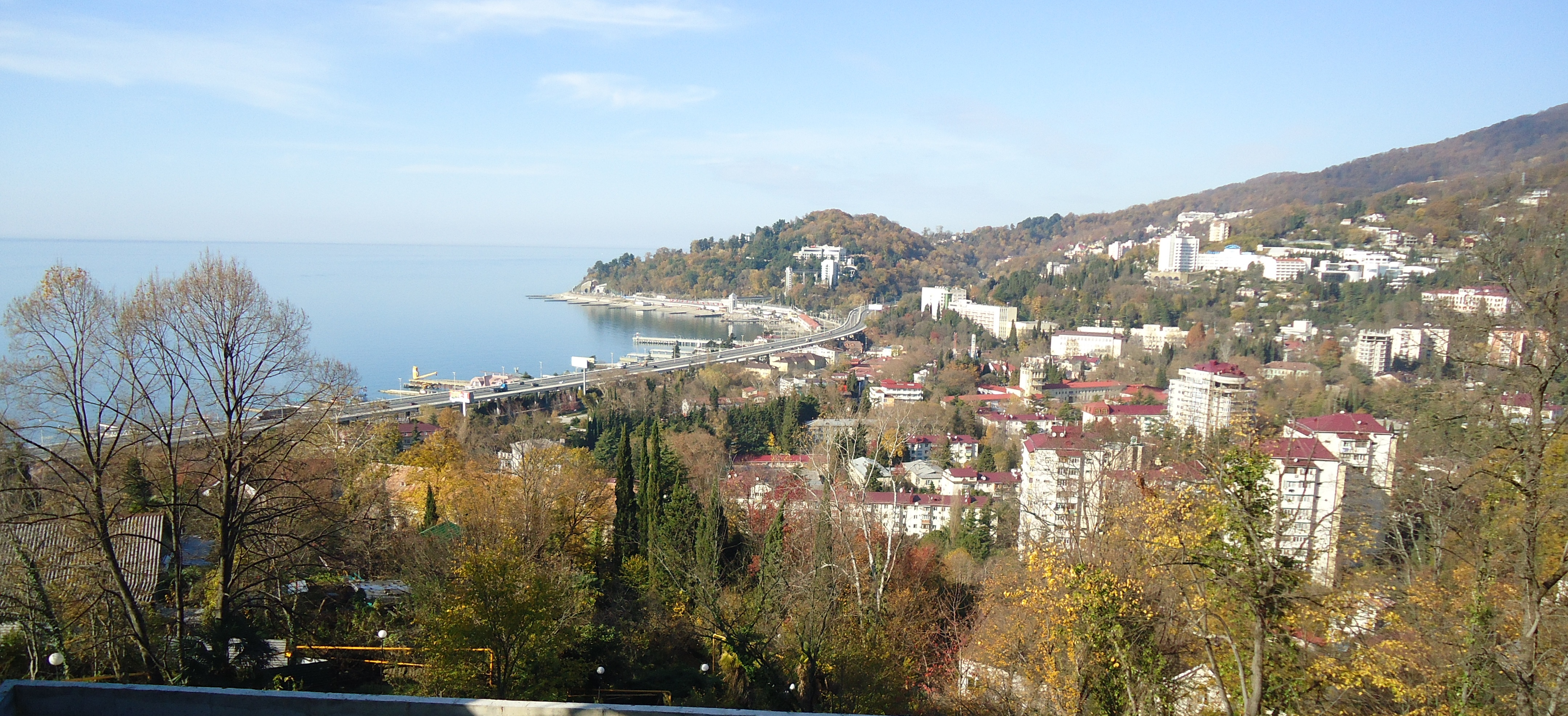
Littoral de Khosta

Khosta (Хоста) est une station balnéaire en Russie au bord de la mer Noire. Elle a le statut de microraïon. De plus la station est le centre administratif du district de Khosta, l'un des quatre raïons (ou districts suburbains) de la ville-arrondissement de Sotchi. La population de la station est d'environ vingt mille habitants, et de 64 604 habitants pour la partie urbaine du raïon. Elle augmente jusqu'à 120 000 habitants en été.

## Géographie
Khosta s'étend de chaque côté de la rivière Khosta qui se jette dans la mer Noire, près du cap Vidny, au pied du massif d'Akhoun, dans la baie Tikhaïa. La station est limitée au sud par la station côtière de Koudepsta.

## Histoire
L'endroit appartient aux princes abkhazes au Moyen Âge. Au XIIIe siècle, les navigateurs génois commercent avec la côte et installent ici un établissement du nom de Casto.
L'endroit tombe sous le joug ottoman au XVe siècle. À la suite de la guerre russo-turque de 1828-1829, les Russes commencent à prendre le pouvoir dans la région, mais ne construisent que dix ans plus tard un fort à l'emplacement de l'actuelle Sotchi. Il y avait également ici, au milieu des populations abkhazes de confession chrétienne, des clans Oubikhs, de confession sunnite, installés au XVIIIe siècle par le pouvoir ottoman. Ils s'opposent au pouvoir impérial russe de façon plus ou moins sporadique, mais, après être défaits le 21 mai 1864 à Krasnaïa Poliana par des soldats de l'armée russe, ils quittent les montagnes et le rivage pour s'installer dans l'Empire ottoman. Le 19 janvier 1899, le conseil d'État impérial donne au village de Khosta le statut de ville. Au tournant du siècle, il y a 175 parcelles de terrain urbanisées, 60 parcelles abritant un atelier, et 50 parcelles de terrain de maisons campagnardes ou de villas. La petite ville subit des troubles au moment de la révolution de 1905, entre le 28 décembre 1905 et le 6 janvier 1906.
Après la révolution d'Octobre, la côte est aux mains de l'Armée blanche de Dénikine, puis des mencheviks géorgiens. Le pouvoir soviétique s'y installe en avril 1920.

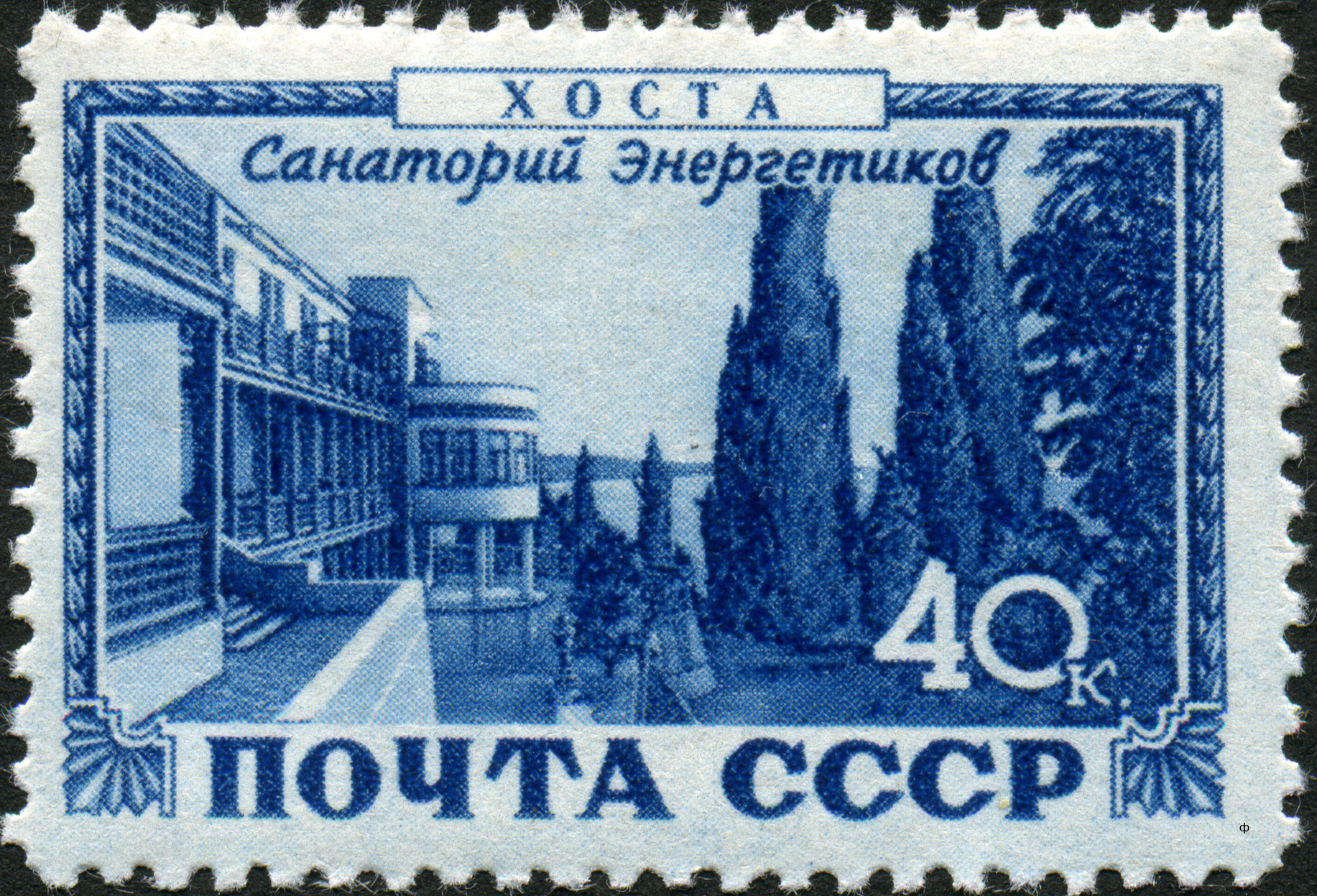
Timbre soviétique de 1949 représentant le sanatorium Energuetikov (pour les travailleurs du secteur de l'énergie)
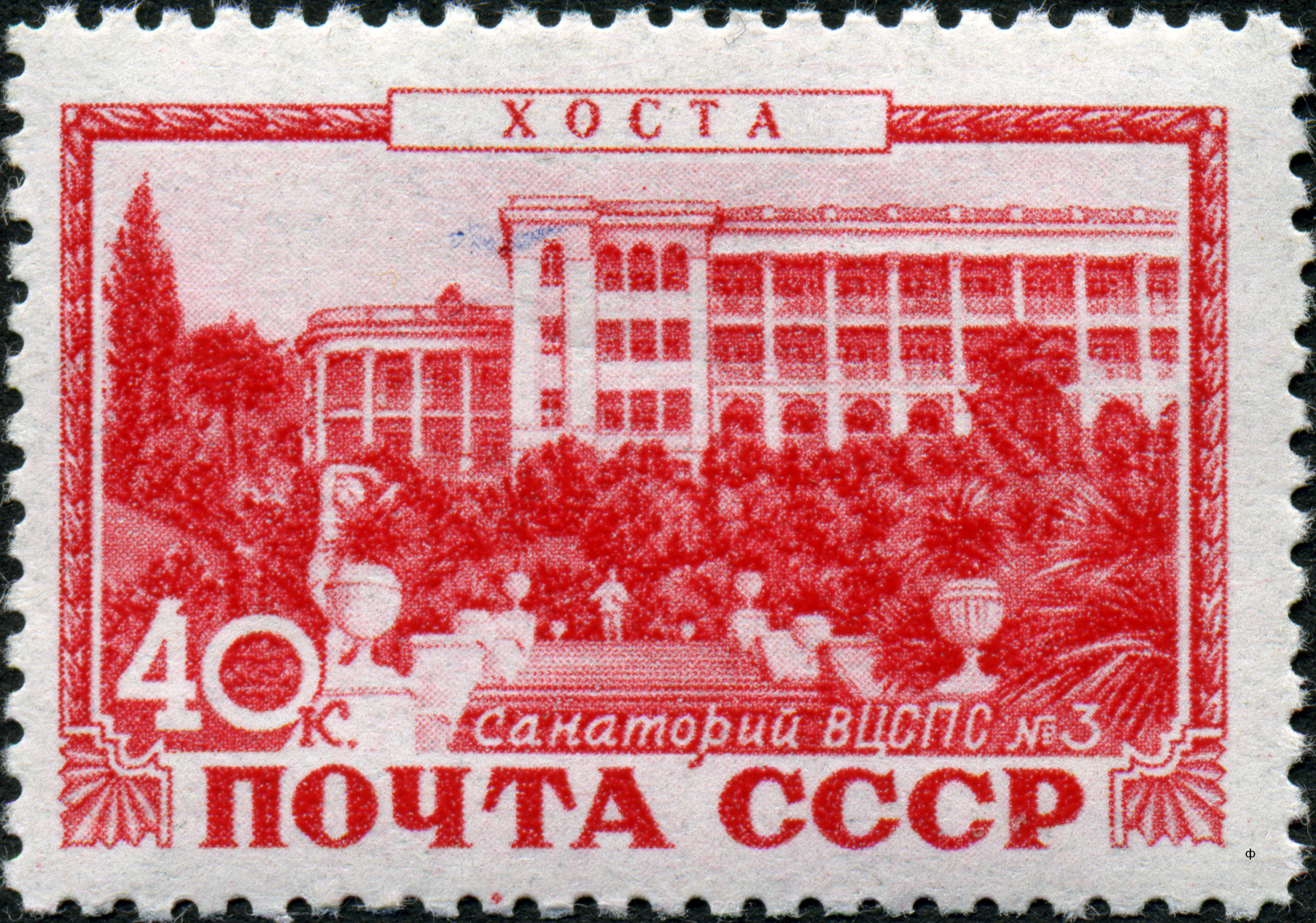
Timbre soviétique de 1949 représentant le sanatorium V.Ts.S.P.S. N°3 (pour les militaires)
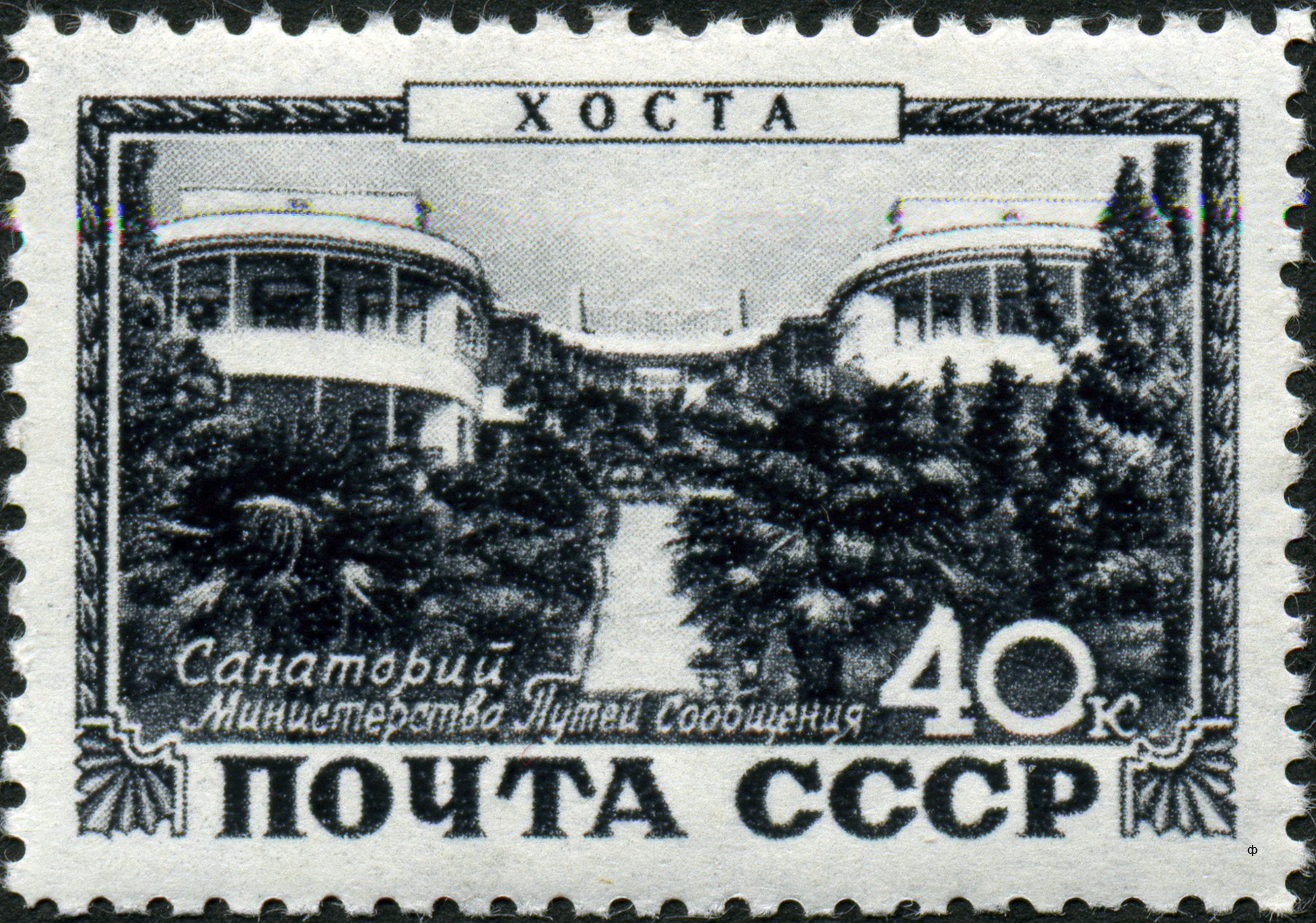
Timbre soviétique de 1949 représentant le sanatorium du ministère des Voies de Communication

Dans les années 1930, l'endroit prend un véritable essor avec un grand plan d'urbanisation de Sotchi dont l'écho retentit aussi à Khosta qui accueille comme sa voisine des établissements de repos et de vacances (appelés sanatorium dans le vocabulaire de l'époque).

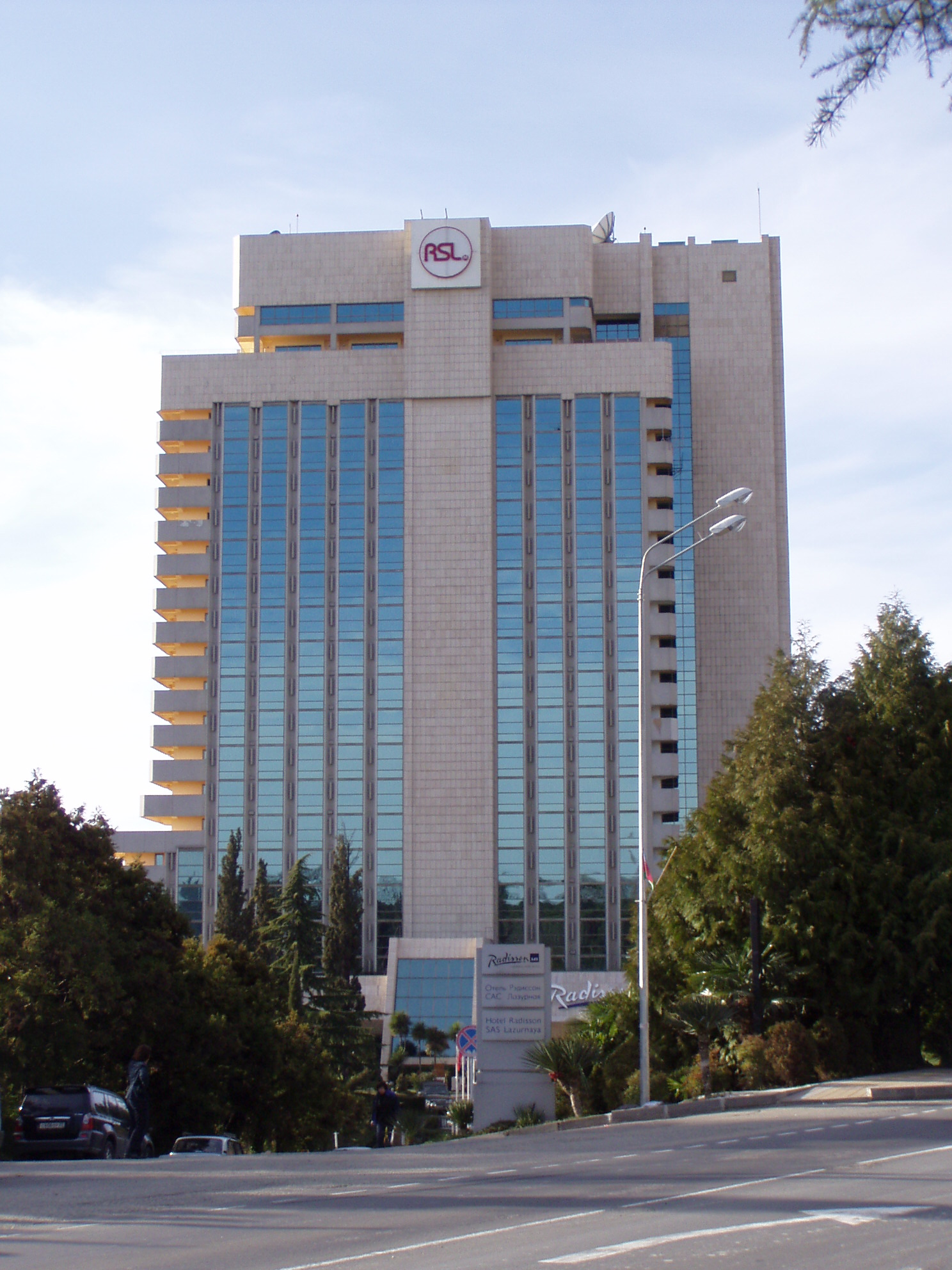
Vue de l'hôtel Radisson Lazurnaya

Le raïon de Khosta est formé le 18 avril 1951 entre la rivière Koudepsta et la rivière Agoura. En 1961, le raïon est intégré à la ville-arrondissement de Sotchi et ses frontières s'élargissent jusqu'à la rivière Verechtchaguinka et jusqu'au village de Plastounka au bord de la rivière Sotchi.
Aujourd'hui Khosta est une zone résidentielle avec des établissements de vacances en littoral et plus en hauteur des quartiers en pente où vivent des habitants à l'année. Situé à mi-chemin entre le centre-ville de Sotchi et Adler, Khosta est moins prestigieuse que ses voisines, sauf pour la partie bordant le centre de Sotchi. C'est dans cette partie que se trouve l'hôtel Radisson Lazurnya qui abrita pour les Jeux olympiques d'hiver de 2014 les dirigeants du comité international olympique.

## Lieux de mémoire
- Villa-musée de Valeria Barssova

## Transports

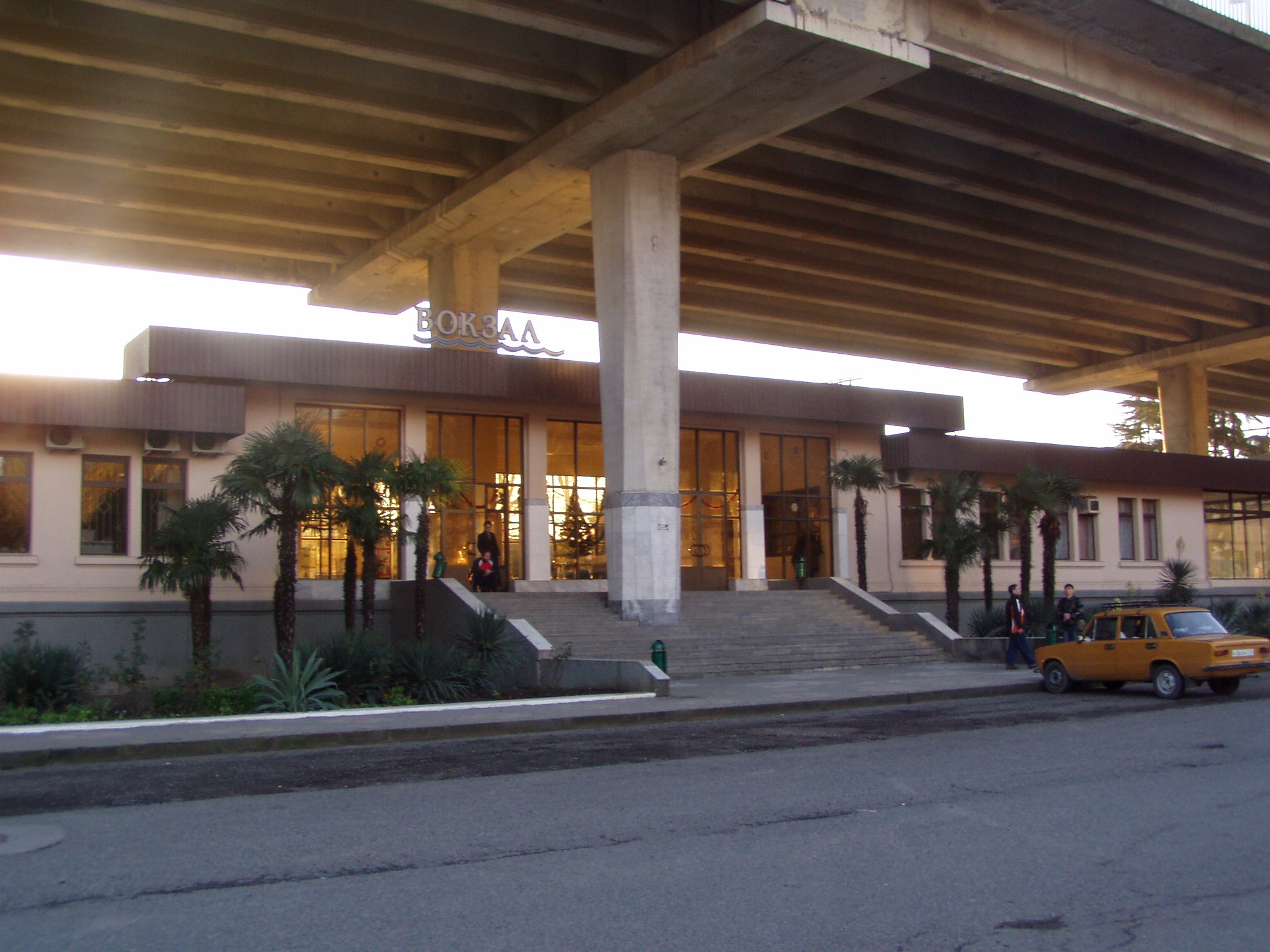
Gare de Khosta en 2008.

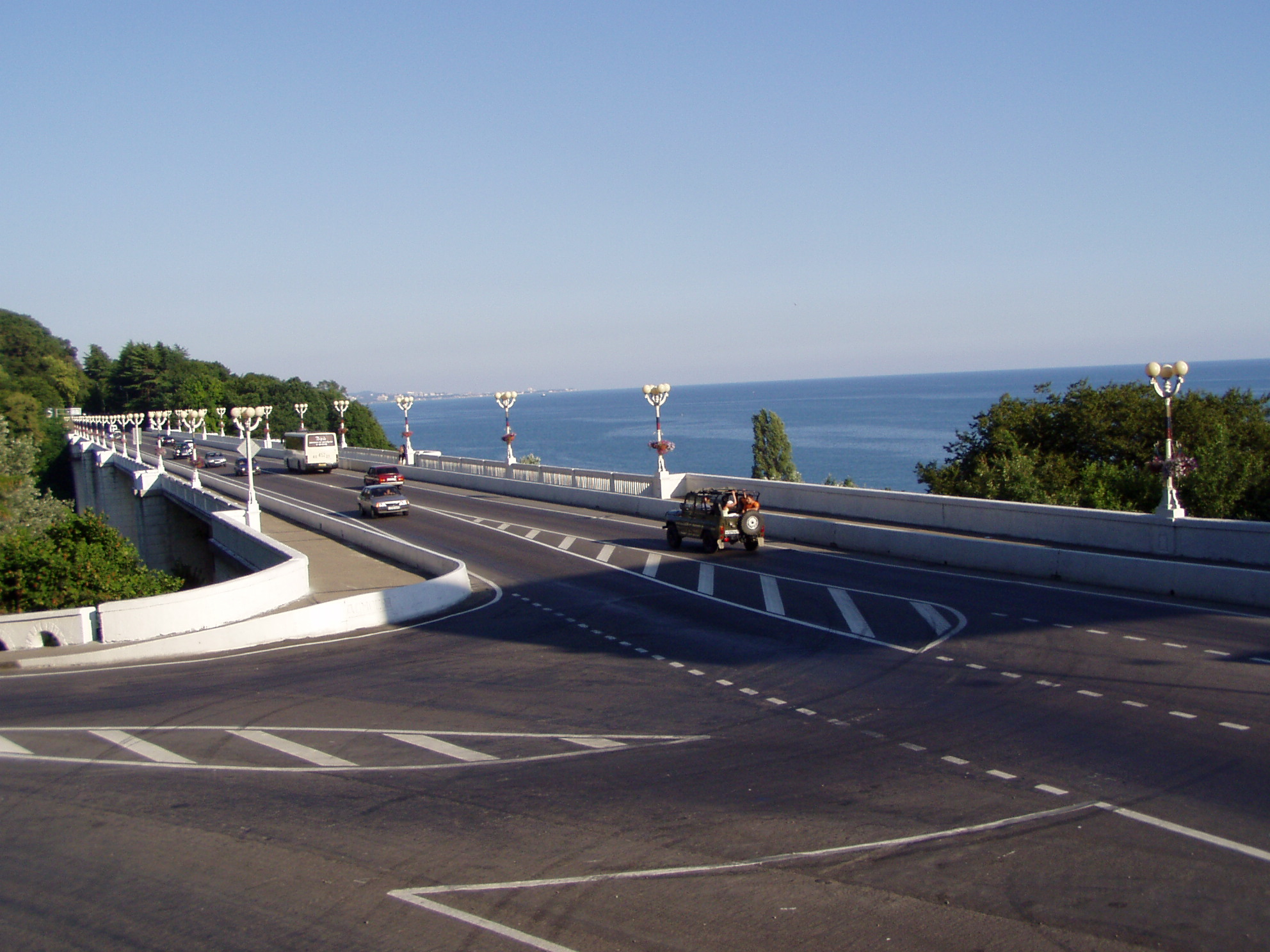
Viaduc au-dessus de l'embouchure de la Matsesta sur l'autoroute M27.

- Gare ferroviaire sur la ligne Touapsé-Adler
- Autoroute M27 Novorossiisk-Soukhoum
- Navette jusqu'à la gare maritime de Sotchi